# 海軍高山流抜刀術
海軍高山流抜刀術（かいぐんたかやまりゅうばっとうじゅつ）は、大日本帝国海軍軍属で武道研究者の高山政吉が昭和初期に確立した抜刀術の流派。別称は、海軍軍刀術、高山流抜刀術、高山流。
海軍機関学校を中心に教授されたほか、陸軍でも高山の操刀術が採用されたため、陸軍戸山学校で生まれた戸山流居合道の型にも大きな影響を与えたが、戦後は軍の解体・武道教育の禁止などの原因が重なって衰退した。

## 高山流の歴史
高山政吉は、片手サーベル式の軍刀は戦闘での具合が悪いため、日本刀式に改めるべきであるとの論を唱え、実戦場で持論を検証し、改良することを決意する。これが高山流抜刀術の始まりである。
高山は1937年（昭和12年）8月9日に第二次上海事変が起きると中国大陸に渡り、当時南京攻略戦に当たっていた第16師団に身を寄せて執筆活動にはげみ、翌1938年（昭和13年）2月に、近代戦用「白兵抜刀術」の草案を完成させた。帰国後の1940年（昭和15年）、雑誌上に「武道改革所見」を発表したのを皮切りに、舞鶴海兵団や海軍兵学校等で講演、実技を演武公開すると、高山の白兵抜刀術は海軍機関学校に採用され、更に、1940年（昭和15年）5月5日、大日本武徳会京都全国大会において「高山流白兵抜刀術」の流名で、舞鶴海軍によって公開されるに至った。
同時期、陸軍内でも高山の刀法理論を採用するかどうかが持ち上がり、同年5月19日、松井石根大将、中島今朝吾中将、石原中将の推挙により、陸軍戸山学校校長田中久一中将のもとで検討される。9月20日には、中山博道範士の上申に基づき、陸軍大臣官邸において、大日本武徳会会長林銑十郎大将、松井石根大将、田中久一校長らによって高山の刀法が審議され、採用されることが決定する。
同年10月18日には、陸軍大臣東条英機より採用が承認され、高山は、陸軍からは終身教官をもって遇することを口達された。11月には、陸軍戸山学校より「軍刀の操法及試斬」（『偕行社記事』付録）が発行され、将校らに伝達される。
太平洋戦争末期の1944年（昭和19年）1月19日には、高山刀法を伝達するために全国を四区分して指導することが決められ、東北区には東京高等師範学校の道場が、中部区には京都武徳殿が、西部・四国区には呉海兵団が、九州区には佐世保海兵団がそれぞれ割り当てられたが、1945年（昭和20年）8月15日の終戦によって高山流もその発展を止められることとなる。
戦後は創始者の高山が九州の久住山中に隠棲したこともあり、高山流抜刀術は、戸山流がしばらくして世間に広まっていったのとは対照的に、その流勢は衰えていった。

## 現在の高山流
戸山流居合道の戦後の発展に大きく貢献した元陸軍軍曹の中村泰三郎と高山政吉は、抜刀術の縁で交友を深めていた。また高山流の刀法が陸軍戸山学校の刀法にも影響を与えていたためか、中村も自身の著書において、懐旧を偲び高山政吉を評価している。
その著書『日本刀精神と抜刀道』（平成13年BABジャパン出版局）では、高山政吉について一項が設けられ、「現在ではこの高山流の跡をついでいるものはおらず、高山流抜刀術は消え去ってしまい、誠に残念である」と書かれているが、現在も3世として跡を継いでいる者がいる。
高山政吉の直弟子は、千原義夫（1912年（大正元年）11月23日 - 1987年（昭和62年））と、小山勇（1920年（大正9年） - 1996年（平成8年）頃没）の2人がおり、その2人に師事した弟子が、三世として現在も高山流を指導しているが、その規模は少人数に留まっている。

## 高山流と戸山流の関係
歩兵戦技の総本山であった陸軍戸山学校では、1925年（大正14年）10月から日本の古流居合を取り入れた立業刀法を軍刀操法に応用するべく研究していた。
このような経緯から発表されたのが「軍刀の操法及試斬」で、偕行社から1940年（昭和15年）11月、全国部隊の帯刀本分者に伝達された。
これに先立つ1940年5月、高山は中島今朝吾中将の口利きもあり、支那事変に従軍して書き上げた「白兵抜刀術」の原稿を戸山学校の田中校長に提出している。
戦後禁止されていた武道や日本刀製作は、1952年（昭和27年）のサンフランシスコ講和条約発効により、連合国軍最高司令官総司令部の占領政策が解かれると解禁され、それぞれ新しくスポーツ武道として、美術刀剣として蘇った。戸山流居合道も、旧陸軍戸山学校で剣術科長を務めていた森永清らによって武道界に広められ、現在に至る。
現在の戸山流は、中村泰三郎の全日本戸山流居合道連盟、森永清の大日本戸山流居合道会、山口勇喜の日本戸山流居合道連盟、徳富太三郎の関東戸山流居合道会の4団体によって継承されている。
旧陸軍戸山学校から発祥した戸山流は居合の流派として広く全国的に分布し、今日の抜刀術の大部分は、この流れを汲むものである。一方、軍港都市舞鶴を発祥の地とする海軍の高山流は、直門の小山勇（高山流2世）が自宅に「高山流刀法居合研究所」の看板を掲げてわずかに命脈を保ち、他には舞鶴市内で数人がやっている程度であったが、今ではその関係者もほとんど死亡している。
生前、小山は師・高山の戦中の働きを顕彰するべく賞勲局と交渉したが、「戦前、戦中の功績は認められない」とされ、叙勲はならなかった。